# Birmingham Mail
Birmingham Mail (chiamato Black Country Mail nell'area detta Black Country) è un quotidiano con sede a Birmingham, in Inghilterra, ma distribuito a Birmingham, Black Country e Solihull e parti del Warwickshire, Worcestershire e Staffordshire.

## Storia
Il giornale è stato fondato come Birmingham Daily Mail nel 1870; nell'aprile 1963 è diventato noto come Birmingham Evening Mail and Despatch dopo la fusione con il Birmingham Evening Despatch ed è stato intitolato Birmingham Evening Mail dal 1967 all'ottobre 2005 . Il Mail viene pubblicato dal lunedì al sabato. Il Sunday Mercury è un giornale gemello pubblicato di domenica.
Il giornale è di proprietà di Reach plc, che possiede anche il Daily Mirror e il Birmingham Post, il settimanale d'affari venduto nell'area di Birmingham.
Il sito web collegato ai periodici è BirminghamLive.

## BirminghamLive
Nel 2018, il Birmingham Mail ha rinominato la sua presenza online, incluso il suo sito web e la sua app, come Birmingham Live.
Nel 2023, BirminghamLive ha vinto nelle categorie comunità e campagne dei Regional Press Awards.
Nel 2024, BirminghamLive è diventato il più grande editore regionale nel Regno Unito con 11 milioni di visitatori mensili.

## Ruoli editoriali
L'attuale direttore del Birmingham Mail è Graeme Brown, che è anche caporedattore del Birmingham Post, del Sunday Mercury e del loro sito web gemello BirminghamLive.

## Ex redattori e giornalisti
- Marc Reeves[17] e un altro precedente redattore del giornale era David Brookes,[18] che ha ricoperto il ruolo dal 2009 al 2014

- Steve Dyson,[19] che ora è un esperto specializzato nello stato dei giornali contemporanei.[19]